# Vadim Korniloff
Ne doit pas être confondu avec Serge Korniloff, Vladimir Kornilov ou Kornilov.
Vadim Korniloff, né le 27 janvier 1972, est un peintre et illustrateur français.

## Œuvre picturale
L'artiste se situe dans le courant post-expressionniste dit « de Vienne ». Ses œuvres se caractérisent par la description de personnes, souvent des couples, qui se font face ou qui sont opposées, soit dans des postures de complémentarité, soit des actes d'opposition. Les personnages sont souvent anxieux, déformés, voire psychologiquement torturés, avec une exagération qui donne un aspect étonnant voire humoristique à certaines toiles.

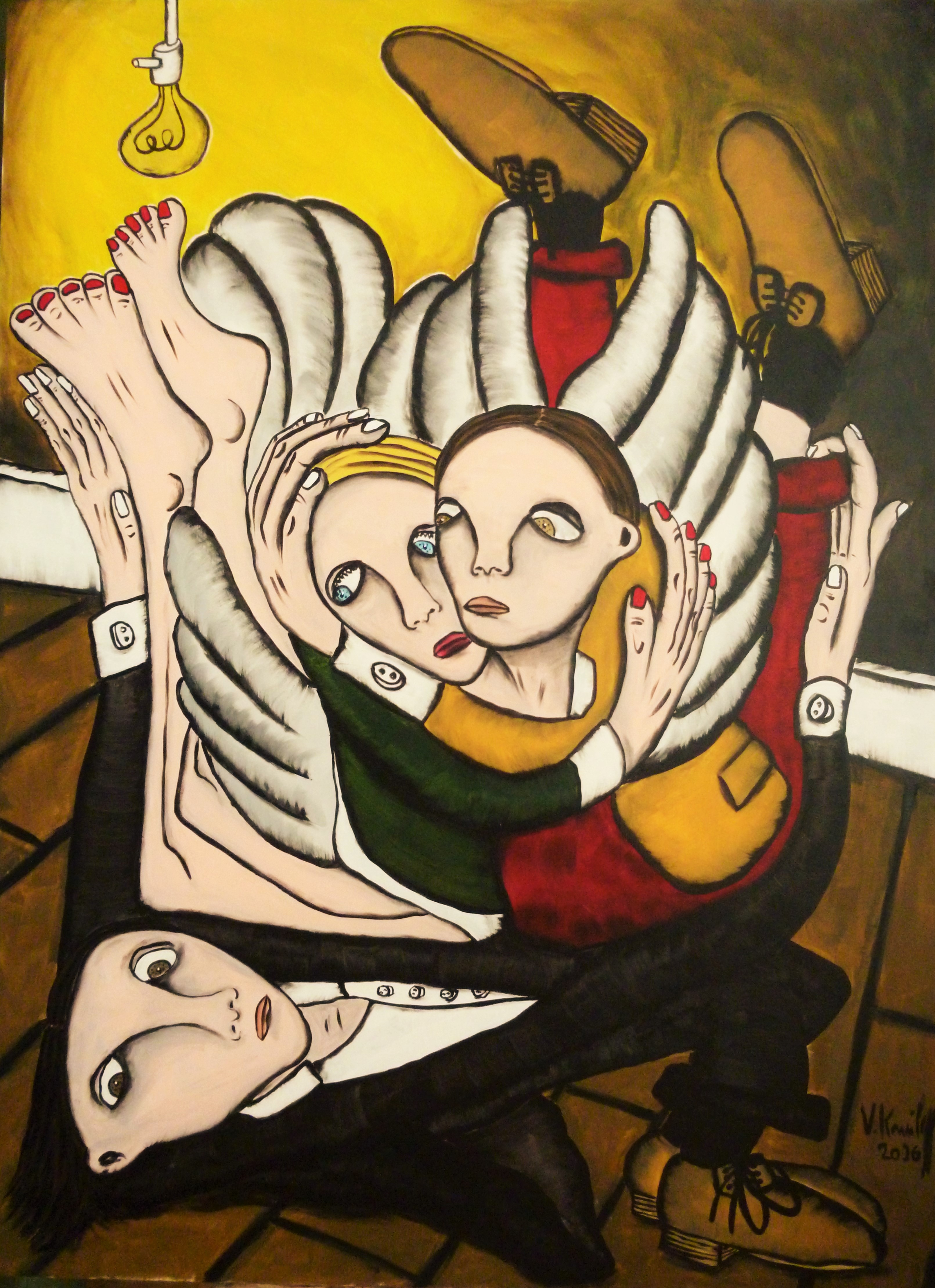
L'artiste Et Le Moment Eternel Des Amants.
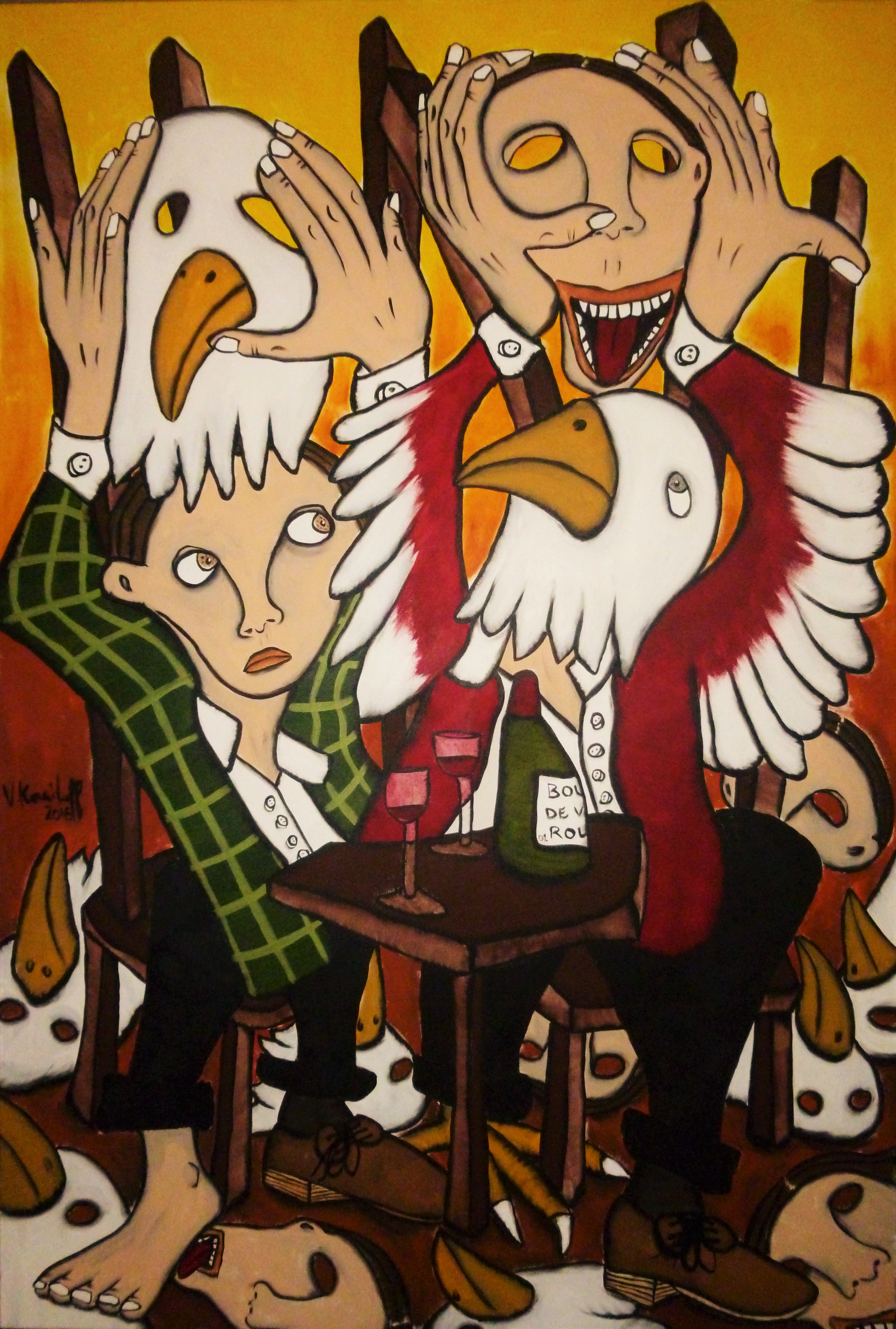
Les Grands Acteurs De Théâtre.
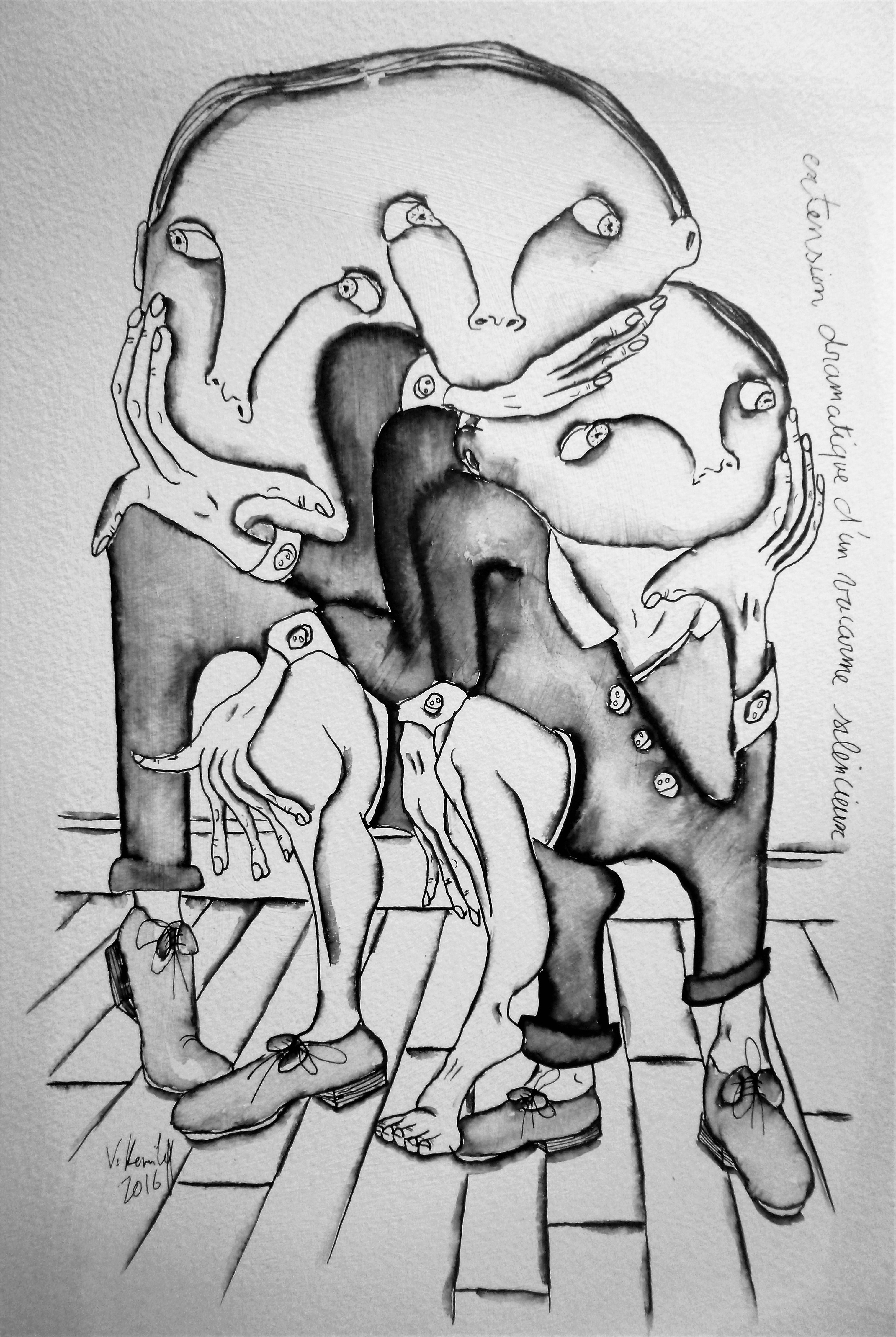
Extension Dramatique D'un Vacarme Silencieux.

## Autres interventions
Vadim Korniloff a aussi publié ou est intervenu sur les ouvrages suivants :
- L'amour du Fou d'Adelino Dias Gonzaga (en tant qu'illustrateur)
- Livre sans photographies de Sergueï Chargounov (en tant qu'illustrateur)
- La rame à l'épaule : essai sur la pensée cosmique de Jean-François Mattéi de Baptiste Rappin (en tant qu'illustrateur)
- Raté ! les tribulations d'un artiste contemporain (essai sur l'art contemporain)

### Liens généraux
- Notices d'autorité :   - VIAF
  - ISNI
  - IdRef
  - GND
  - Tchéquie

### Autres liens
- Article sur Art Compulsion
- Article sur La Semaine, 5 juin 2014
- Site de l'artiste
- reportage sur Vimeo (6 min 40 s)
- Article sur l’exposition à la Célina gallery* de Giulio-Enrico Pisani paru en octobre 2016 dans le journal Luxembourgeois « Lëtzebuerger Vollek »
- Reportage sur SaarLorLux – télévision de la Sarre
- Article sur Zeitumg vum Letzebuerger Vollek
- Article de La Semaine Metz-Nancy, février 2014
- Exposition en septembre-octobre 2016
- Fiche sur VIAF
- Vadim Korniloff sur Ask Art
- Vadim Korniloff sur Ask Art